# Robert Alda
Robert Alda (New York, 1914. február 26. – Los Angeles, 1986. május 3.) Tony-díjas amerikai olasz színész. Kétszer házasodott, mindkét házasságából egy-egy gyermeke született: Alan, illetve Antony. Érdekesség, hogy mindketten szintén színészek lettek.

## Életpályája
Szülei: Antonio D'Abruzzo és Frances voltak. 1930-ban a New York-i Stuyvesant High School-ban végzett. Vaudeville énekesként és táncosként kezdett, majd megnyert egy tehetségkutató versenyt, és burleszkre váltott. Nagyon sikeres volt a Broadway-on a Guys and Dolls-ban (1950), amiért Tony-díjat kapott, és a What Makes Sammy Run?-ban (1964). 1953-ban ő volt a házigazdája a rövid életű DuMont TV játékshow-jának, a What's Your Bid?-nek.
1986. május 3-án halt meg, 72 éves korában, stroke-ban.

## Magánélete
Első felesége, és Alan Alda (1936-) édesanyja, Joan Browne szépségverseny-győztes volt. 1932–1946 között éltek együtt. 1955-ben házasságot kötött az olasz színésznővel, Flora Marino-val (1922–2008). Egy fiuk született; Antony Alda (1956–2009) színész.

## Filmjei
- Kék rapszódia (1945)
- Lux Video Theatre (1952-1953)
- Robert Montgomery Presents (1953-1957)
- A világ legszebb asszonya (1955)
- Látszatélet (1959)
- Egy katona meg egy fél (1960)
- Ironside (1967-1969)
- Here's Lucy (1970-1971)
- Mission: Impossible (1970)
- Julia (1970)
- M.A.S.H. (1975-1980)
- Police Story (1975-1978)
- Kojak (1975)
- Boldogító igen…vagy nem? (1976)
- Won Ton Ton, Hollywood megmentője (1976)
- Tiltott szerelem (1976)
- Quincy M.E. (1977-1983)
- The Incredible Hulk (1978-1979)
- Hazárd megye lordjai (1980)
- Ármány és szenvedély (1981)
- Szerelemhajó (1981)

## Fordítás
- Ez a szócikk részben vagy egészben  a   Robert Alda című angol Wikipédia-szócikk ezen változatának fordításán alapul.  Az eredeti cikk szerkesztőit annak laptörténete sorolja fel. Ez a jelzés csupán a megfogalmazás eredetét és a szerzői jogokat jelzi, nem szolgál a cikkben szereplő információk forrásmegjelöléseként.